# جون جيمس رايت
جون جيمس رايت (بالإنجليزية: John James Wright)‏ هو سياسي أسترالي، ولد في 20 فبراير 1821، وتوفي في 22 أكتوبر 1904. انتخب عضو الجمعية التشريعية لنيو ساوث ويلز.